# Art Hindle

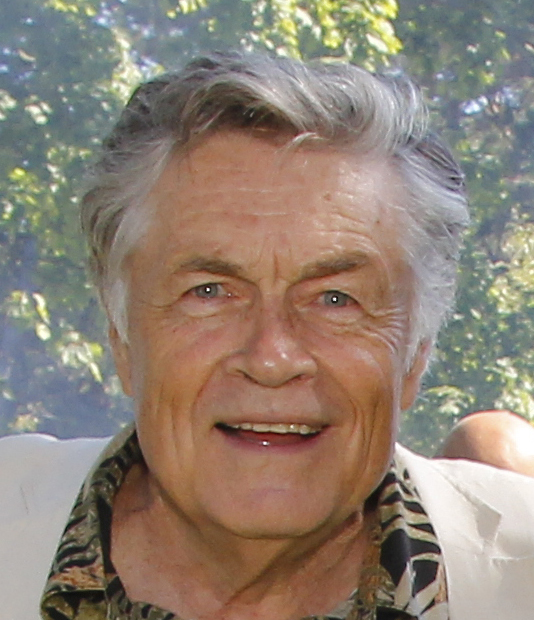
Art Hindle

Art Hindle (* 21. Juli 1948 in Halifax, Nova Scotia) ist ein kanadischer Schauspieler.

## Leben
Hindle wuchs in Toronto auf und arbeitete zunächst als Börsenmakler. Bei Eli Rill nahm er Schauspielunterricht. Nachdem er in einigen kanadischen Filmproduktionen mitgewirkt hatte, zog er samt Familie nach Los Angeles, um dort einer Schauspielkarriere nachzugehen. In den 1970er Jahren hatte er zahlreiche Gastauftritte in Fernsehserien wie Cannon, Starsky & Hutch und Baretta. 1978 spielte er Dr. Geoffrey Howell in Die Körperfresser kommen, im Jahr darauf war er als Frank Carveth in Die Brut zu sehen. Von 1981 bis 1982 spielte er die wiederkehrende Gastrolle des Jeff Farraday in Dallas; zwischen 1989 und 1994 war er in 96 Episoden als Mike Fennell in E.N.G zu sehen. Von 2001 bis 2008 stellte er Pete Braga in 104 Episoden von Paradise Falls dar. Insgesamt war er bislang in mehr als 130 Produktionen zu sehen.

## Filmografie (Auswahl)

### Film
- 1974: Jessy – Die Treppe in den Tod (Black Christmas)
- 1978: Die Körperfresser kommen (Invasion of the Body Snatchers)
- 1979: Die Brut (The Brood)
- 1980: Octagon (The Octagon)
- 1982: Porky’s
- 1983: Hochzeit mit Hindernissen (The Man Who Wasn’t There)
- 1986: Say Yes!
- 1989: Cannonball Fieber – Auf dem Highway geht’s erst richtig los (Speed Zone!)
- 1998: Eis – Wenn die Welt erfriert (Ice)
- 2006: One Way
- 2009: Jack Ketchums Beutegier (Offspring)
- 2010: Wer ist Clark Rockefeller? (Who is Clark Rockefeller?)
- 2011: Monster Brawl
- 2016: The Void – Es gibt eine Hölle. Dies hier ist schlimmer. (The Void)
- 2017: The Neighborhood
- 2019: Astronaut

### Fernsehen
- 1971: Polizeiarzt Simon Lark (Dr. Simon Locke, 1 Folge)
- 1975: Cannon (1 Folge)
- 1975: Starsky & Hutch  (1 Folge)
- 1976: Baretta (1 Folge)
- 1977: Barnaby Jones (1 Folge)
- 1981–1982: Dallas (11 Folgen)
- 1984: Der Ninja-Meister (The Master, 1 Folge)
- 1985: Agentin mit Herz (Scarecrow and Mrs. King, 1 Folge)
- 1985: Airwolf (1 Folge)
- 1985: Die Fälle des Harry Fox (Crazy Like a Fox, 1 Folge)
- 1985: MacGyver (1 Folge)
- 1986–1987: Mord ist ihr Hobby (Murder, She Wrote, 2 Folgen)
- 1988: 21 Jump Street – Tatort Klassenzimmer (21 Jump Street, 1 Folge)
- 1988: Nachtstreife (Night Heat, 1 Folge)
- 1989: L.A. Law – Staranwälte, Tricks, Prozesse (L.A. Law, 1 Folge)
- 1989–1994: E.N.G. (96 Folgen)
- 1994: Matlock (1 Folge)
- 1995: Kung Fu – Im Zeichen des Drachen (Kung Fu – The Legend Continues, 1 Folge)
- 1996: Walker, Texas Ranger (2 Folgen)
- 1998: JAG – Im Auftrag der Ehre (JAG, 1 Folge)
- 1999: Millennium – Fürchte deinen Nächsten wie Dich selbst (Millennium, 1 Folge)
- 2001–2008: Paradise Falls (75 Folgen)
- 2006: Eine Hochzeit zu Weihnachten (A Christmas Wedding)
- 2011: Degrassi: The Next Generation (1 Folge)
- 2016: Bitten (1 Folge)
- 2018: Im Norden strahlt der Weihnachtsstern (Northern Lights of Christmas)